# QRE Plaza

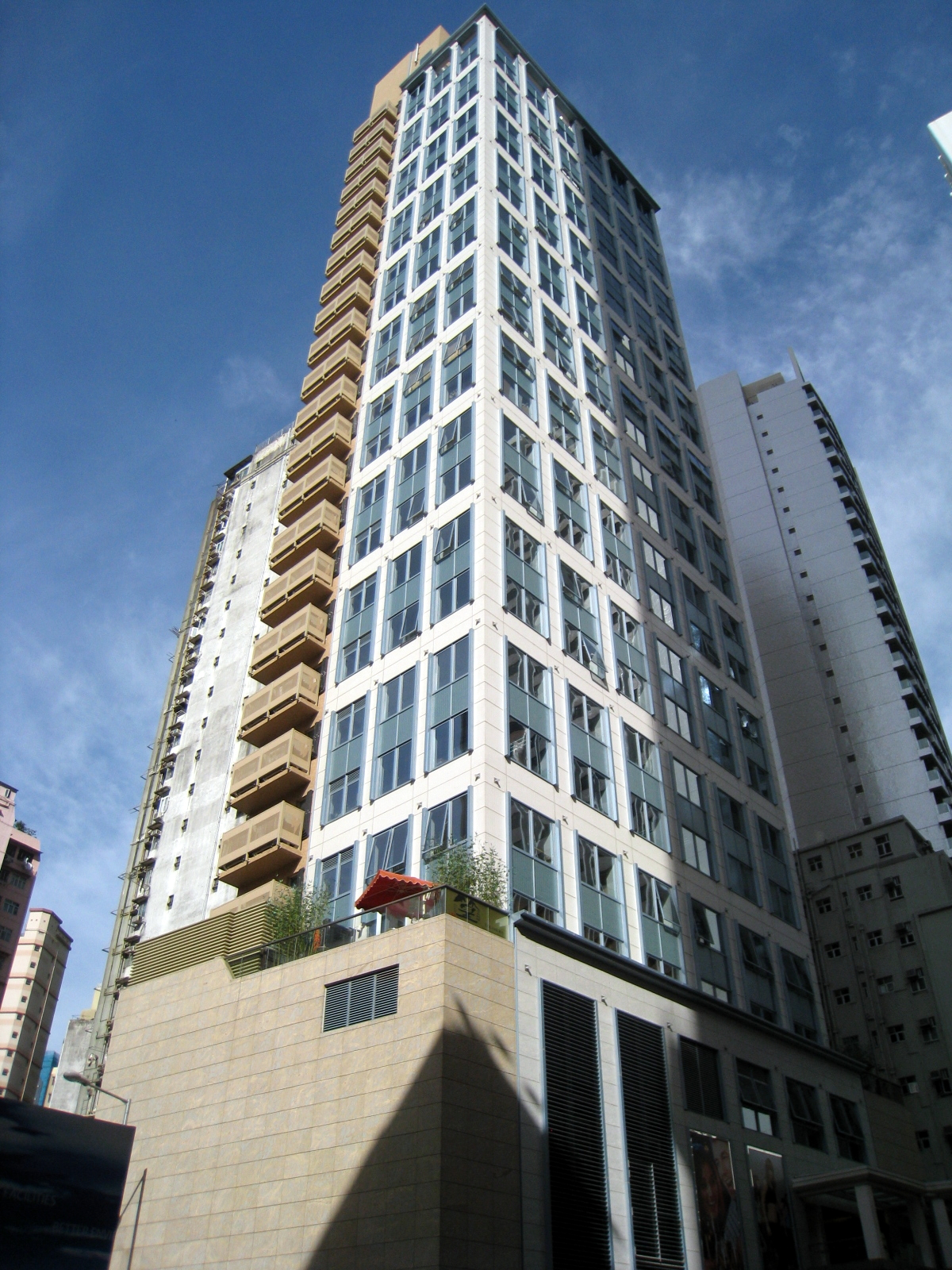
QRE Plaza 外觀

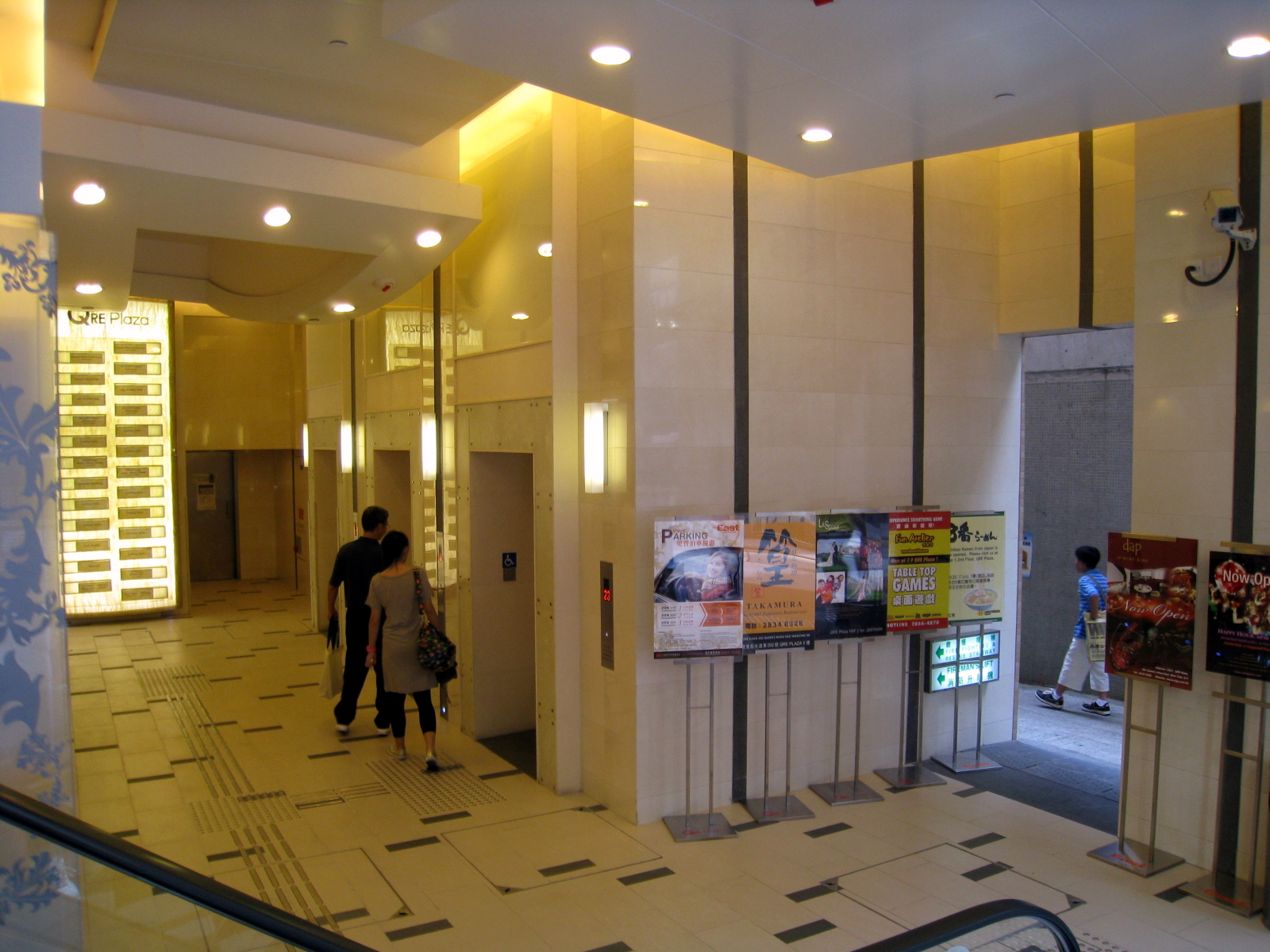
QRE Plaza 地下大堂

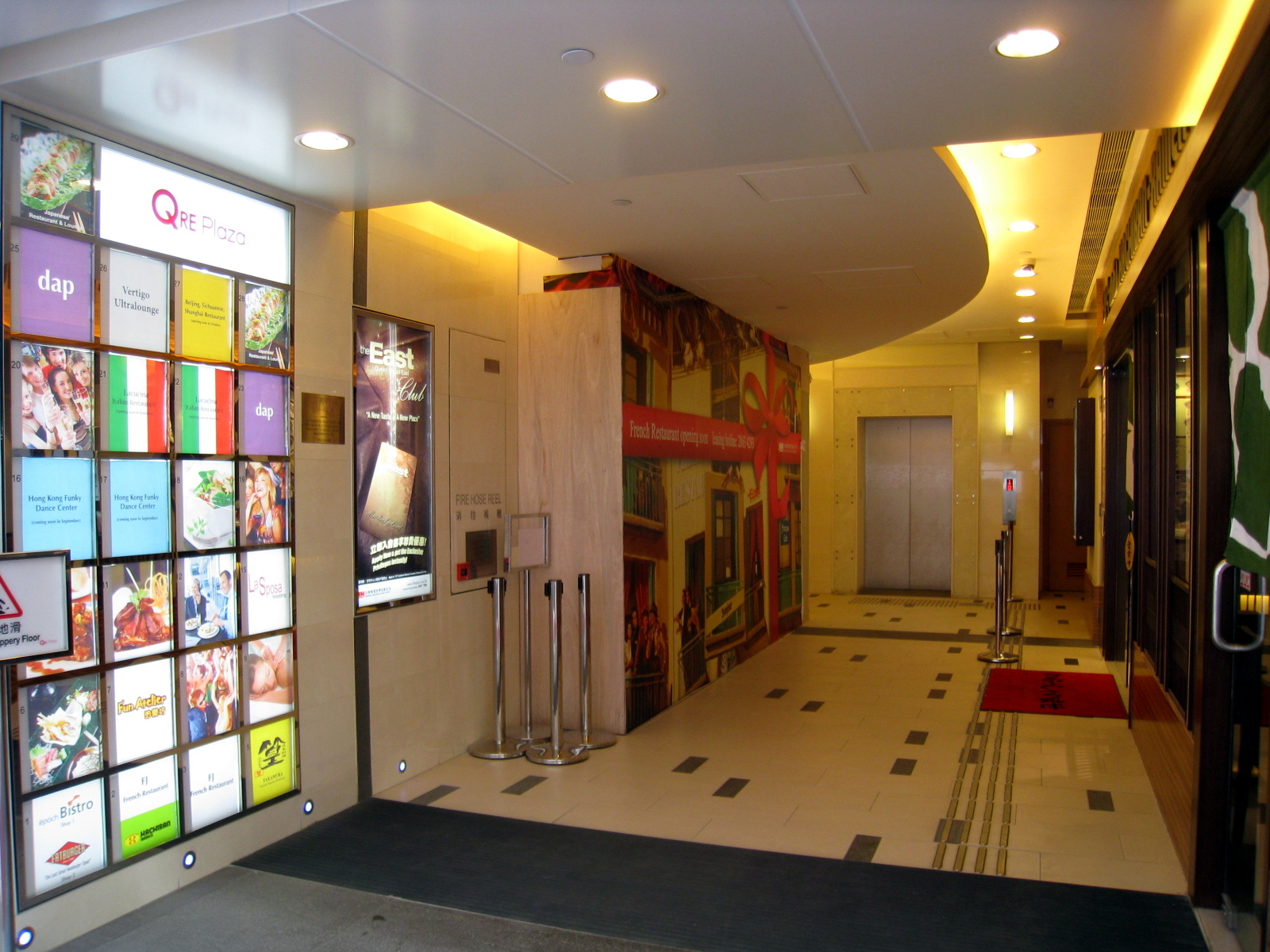
QRE Plaza 一樓入口

QRE Plaza 是香港一座商業大廈，位於香港島灣仔皇后大道東202號，鄰近合和中心，為合和集團在灣仔南的建築群之一員，總投資約港幣1.4億港元。QRE Plaza 的「QRE」為皇后大道東英文名（Queen Road East）的簡稱，名稱可意譯為「皇后大道東廣場」。

## 歷史
1981年，合和集團向城規會提交規劃申請在該塊住宅用地上，發展一幢24層的商業大廈。地下做商舖，1樓及以上為寫字樓。當時城規會批准申請。唯該塊地皮一直無建樓，用作露天停車場。直至1994年1月，發展商向城規會申請發展合和中心二期，並提出把現時 QRE Plaza 的地皮交回政府作休憩用地。其後城規會批准申請，但就稱現時 QRE Plaza 的地皮不在「綜合重建區」內，所以就沒有把換地事宜納入批准發展合和2期的附帶條件。不過到同年6月，城規會就根據合和提出把地盤交回政府的意向，同時考慮到灣仔區內不夠休憩用地，於是就將地盤由住宅甲類，改劃為休憩用地。
2004至2005年，合和集團手持1981年批出的申請，提出3次「輕微修訂」。當時規劃專員稱，修訂只是輕微，於是批准發展商就在一塊休憩用地上建樓。
2006年12月15日，大廈舉行平頂儀式，於2007年第三季落成。發展商向城規會提交8宗申請，把當中18層樓由「商業2」改作「食肆 / 商店及服務行業」用途。2008年申請把休憩用地改劃為商業地帶，部份租戶於2008年5月陸續開業。到2008年8月為止，超逾一半店舖已開業。

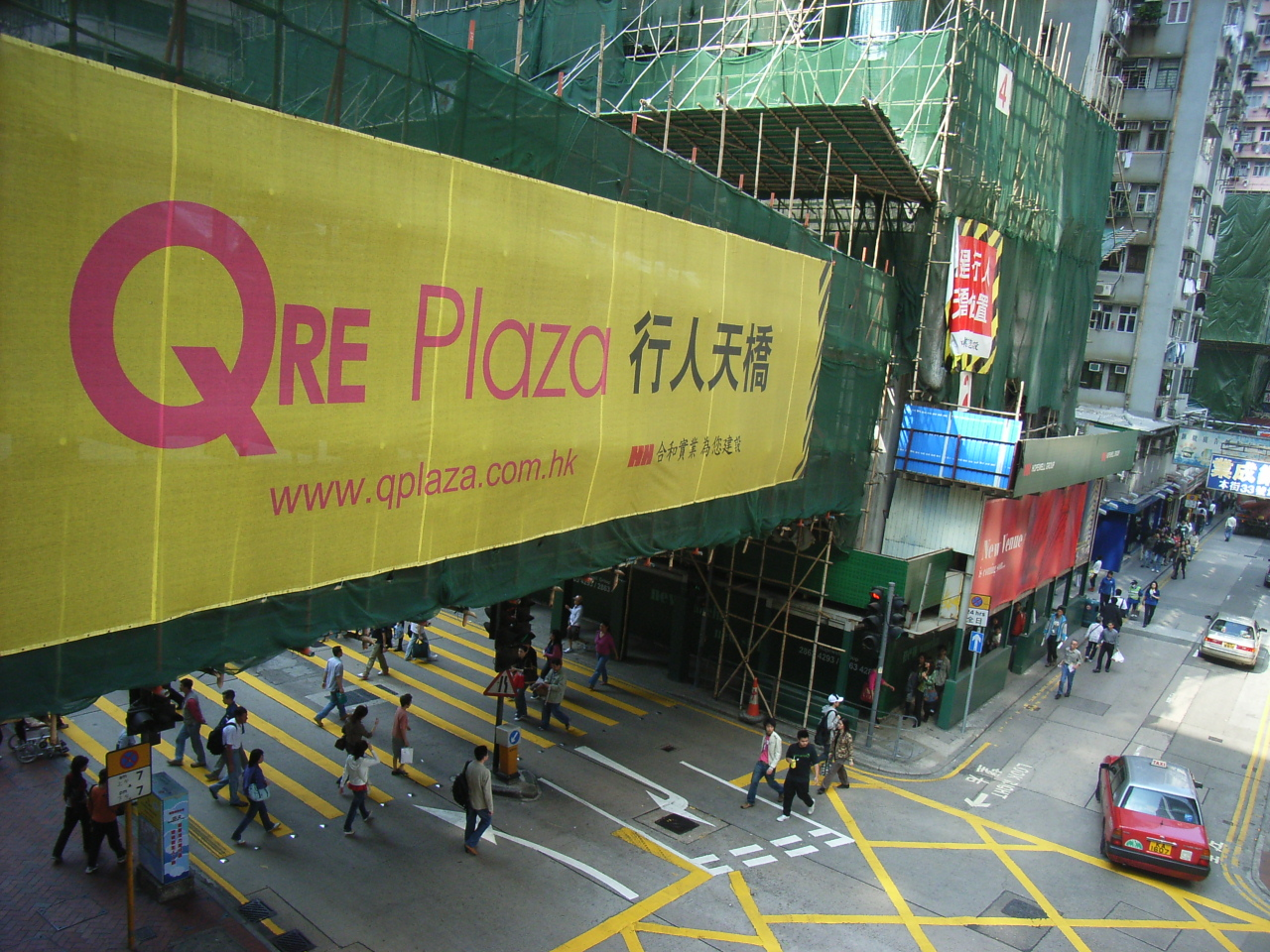
興建中的 QRE Plaza （2007年3月）
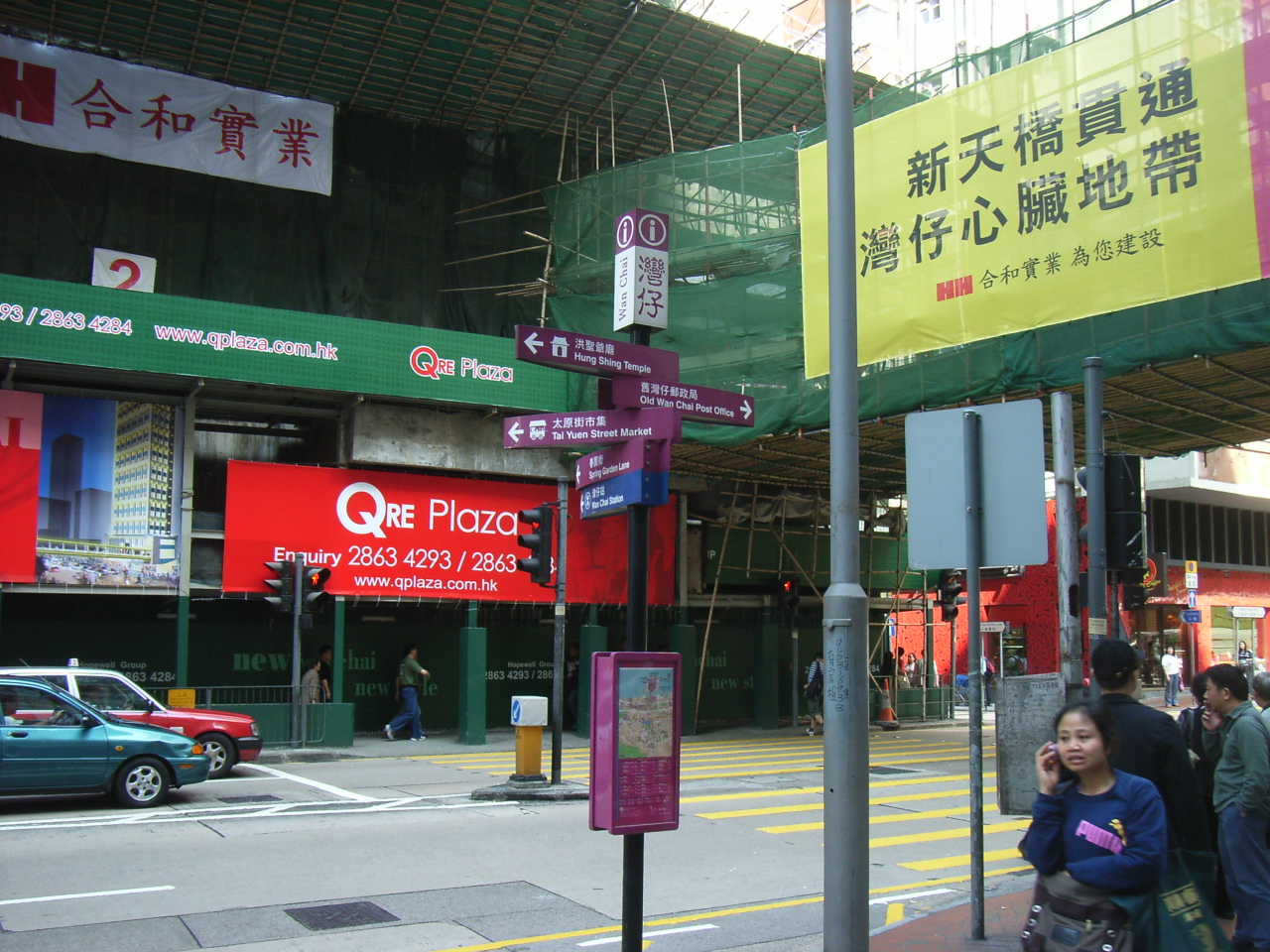
QRE Plaza 地盤

## 建築

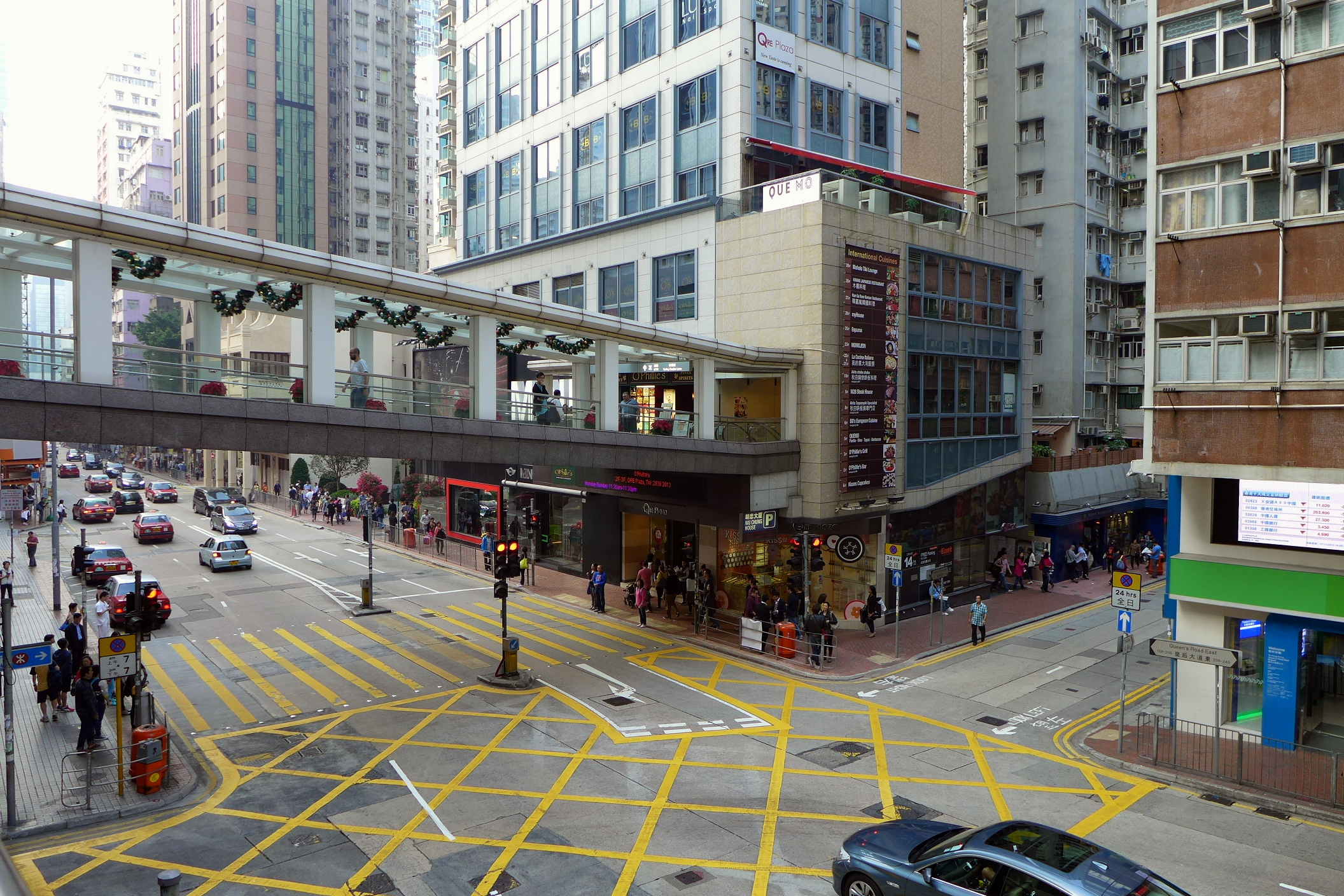
橫跨皇后大道東連接胡忠大廈平台天橋

QRE Plaza 樓高25層，總樓面約7.7萬呎，5樓及頂層設有空中花園，由地舖至頂層均採用開放間格及無柱式設計。主要商戶包括中西餐飲、日本菜式及酒吧為主；其他商戶包括婚紗攝影、舞蹈學校和模型店。大廈一樓設有行人天橋橫跨皇后大道東，連接合和中心及胡忠大廈。

## 被發現休憩用地建樓
有線新聞《新聞刺針》於2015年翻查過該處的規劃歷史，發現發展商合和由買地到建樓，花去超過26年時間，最終用作休憩用地的地方建樓。規劃界人士謝偉銓表示，發展商花費時間透過各種規劃修訂爭取最大的商業利益很正常，但過程中城規會委員會換屆，新一屆委員未必了解整個歷史，只有在既定的事實基礎上考慮。結果眾多修訂加起來，往往可以造成大改變。
就此個案，規劃署回覆表示會不時按社會需要，進行研究及檢討土地用途，包括休憩用地的需求及供應。

## 外部連結
- QRE Plaza 官方網頁 （页面存档备份，存于）